# Mała skocznia narciarska
Mała skocznia narciarska – skocznia narciarska, której wielkość (HS) wynosi 20 - 49 metrów, natomiast punkt konstrukcyjny wynosi od 20 do 44 metrów.
W Polsce istnieje 12 małych skoczni narciarskich. Są to trzy skocznie kompleksu skoczni Centrum w Wiśle, skocznia w Wiśle-Łabajowie, dwie skocznie kompleksu Zakucie w Zagórzu, Maleńka Krokiew w Zakopanem, dwie skocznie Kompleksu skoczni narciarskich w Goleszowie, skocznia w Gilowicach oraz Biła i Antoś w Szczyrku.

## Małe skocznie posiadające homologacjęFIS
| Państwo | Miejscowość            | Skocznia                    | K    | HS    |
| ------- | ---------------------- | --------------------------- | ---- | ----- |
| Niemcy  | Garmisch-Partenkirchen | Jugendschanze               | K-43 | HS-47 |
| Rumunia | Râșnov                 | Trambulina Valea Cărbunării | K-35 | HS-38 |